# Harry Hillman
Harry Livingston Hillman Jr., född 8 september 1881 i Brooklyn i New York, död 9 augusti 1945 i Hanover, New Hampshire, var en amerikansk friidrottare.
Hillman blev olympisk mästare på 200 meter häck, 400 meter häck och 400 meter vid sommarspelen 1904 i Saint Louis.